# Henry Ducie Chads
Sir Henry Ducie Chads (Marylebone, 24 febbraio 1788 – Southsea, 7 aprile 1868) è stato un ammiraglio britannico.

## Famiglia
Chads nacque a Marylebone, Londra, figlio primogenito del capitano Henry Chads (morto il 20 ottobre 1799) e di sua moglie Susannah. Fu battezzato a tre settimane di vita nella chiesa parrocchiale di St Marylebone. Era il fratello del tenente colonnello John Cowell Chads, presidente delle Isole Vergini Britanniche, che morì a Tortola il 28 febbraio 1854.

## Carriera

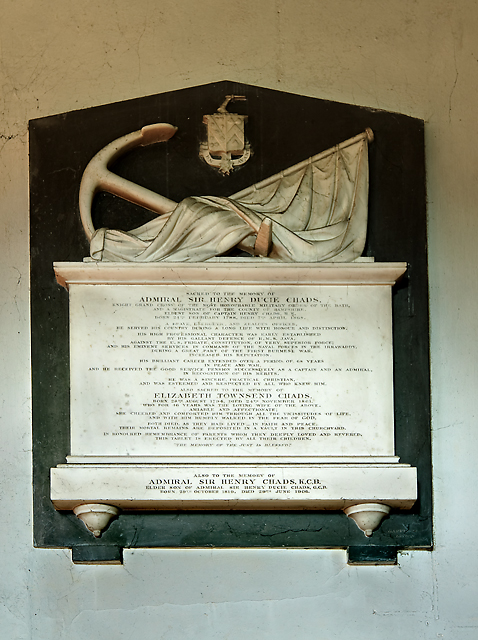
Monumento nella chiesa di Fareham

Chads entrò alla Royal Naval Academy di Portsmouth il 25 ottobre 1800, a soli 12 anni, e nel 1803 si imbarcò a bordo del vascello da 74 cannoni HMS Excellent, partecipando alla difesa di Gaeta e alla cattura di Capri. Nel luglio 1808 si imbarcò sulla fregata da 36 cannoni HMS Iphigenia e durante la campagna delle Mauritius si distinse nell'occupazione dell'Île de la Passe. Durante la battaglia di Grand Port, che vide la sconfitta dello squadrone britannico, fu fatto prigioniero. Fu liberato quando i britannici presero le Mauritius e fu nuovamente nominato primo tenente del HMS Iphigenia.
Nel dicembre 1812, come tenente maggiore della fregata HMS Java, si distinse nello scontro contro la fregata americana USS Constitution: il capitano Lambert fu ferito a morte, ma Chads (anch'egli gravemente ferito) continuò la lotta finché non fu costretto ad arrendersi dopo quasi quattro ore di combattimento. Questa azione gli assicurò la promozione e il comando dello sloop Columbia. Nel 1815 Chads prestò servizio a Guadalupa. Nel 1825, con la battaglia di Danubyu, fu protagonista della spedizione contro Yangon, in seguito alla quale fu nominato capitano di vascello il 25 luglio 1825, fu creato compagno dell'Ordine del Bagno e ricevette i ringraziamenti del governo indiano e le lodi della Camera dei Comuni. Nel settembre 1834, a bordo della HMS Andromache (che comandò dal 1834 al 1837), fu impegnato a forzare il passaggio della Bocca Tigris, nel delta del Fiume delle Perle.
Tra il 1841 e il 1845 Chads fu in Cina, al comando della HMS Cambrian. Comandò poi la nave-scuola dell'artiglieria della Royal Navy, la HMS Excellent, e riformò l'intero sistema di artiglieria navale. Fu promosso contrammiraglio il 12 gennaio 1854 e, battendo la sua bandiera sulla HMS Edinburgh, fu il terzo in comando della flotta inviata nel mar Baltico sotto il comando di Charles John Napier, durante la guerra delle Åland. Quest'ultimo affermò che Chads "sapeva più cose sull'artiglieria di qualsiasi altro uomo in servizio". Fu uno dei protagonisti del bombardamento e della cattura della fortezza di Bomarsund nelle isole Åland. Nel 1855 fu creato cavaliere commendatore dell'Ordine del Bagno. Dal 1856 alla fine del 1858 fu comandante in capo della Coast of Ireland Station a Queenstown. Fu promosso viceammiraglio il 24 novembre 1858 e ammiraglio a pieno titolo il 3 dicembre 1863. Nel 1865 fu creato cavaliere di Gran Croce dell'Ordine del Bagno.

## Nella letteratura
Chads fa una breve apparizione, nel suo ruolo eroico di primo tenente del Java, nel romanzo The Fortune of War di Patrick O'Brian.